# Джунковская, Галина Ивановна
Гали́на Ива́новна Джунко́вская  (по мужу — Маркова; 6 октября 1922 — 12 сентября 1985) — участница Великой Отечественной войны, штурман эскадрильи 125-го гвардейского бомбардировочного авиационного полка (4-й гвардейской бомбардировочной авиационной дивизии, 1-го гвардейского бомбардировочного авиационного корпуса, 5-го гвардейского бомбардировочного авиационного корпуса, 3-й воздушной армии, 1-го Прибалтийского фронта), гвардии майор, Герой Советского Союза.

## Биография
Родилась 6 октября 1922 года в селе Юрковка (ныне Ставищенский район Киевской области Украины) в семье крестьянина. Украинка.
Детство и юность провела в городе Грозный. В 1938 году окончила Грозненское медицинское училище. 
К началу Великой Отечественной войны имела 2 курса обучения в Московском авиационном институте.
В Красную армию вступила добровольцем в октябре 1941 года, когда Герой Советского Союза, легендарная лётчица Марина Раскова начала формировать женские авиационные полки с одобрения Ставки ВГК (приказ НКО СССР № 0099 от 08.10.41) и с поддержкой Центрального комитета ВЛКСМ. В них набирались лётчицы, подготовленные аэроклубами, школами Гражданского воздушного флота и Осовиахима. Таким образом была создана авиагруппа из трёх авиаполков: 586-го истребительного (Як-1), 587-го бомбардировочного, затем 125-го гвардейского бомбардировочного авиаполка (Пе-2) и 588-го ночного бомбардировочного (По-2).
Лётчицы в 1942 году окончили четырёхмесячные курсы при Энгельсской военной авиационной школе лётчиков. Галина Джунковская стала штурманом в экипаже под командованием Марии Долиной, который прошёл в неизменном составе всю войну: Долина, Джунковская и стрелок-радист Иван Солёнов.
Член ВКП(б)/КПСС с 1943 года.
На фронтах Великой Отечественной войны с января 1943 года.
Весной 1943 года после выполнения задания над высотой 121.4 на Северо-Кавказском фронте (позже названной «Сопкой героев») группа советских самолётов вступила в бой с немецкими «мессершмитами». Истребители прикрытия вели поединки на высоте, а ведущая группы Пе-2 гвардии майор Евгения Тимофеева приказала экипажам бомбардировщиков держаться плотной группой, а сама открыла огонь по нападавшим. Её поддержал экипаж Марии Долиной: огнём из пулемёта Иван Солёнов подбил один из «мессеров». Однако в бою был повреждён самолёт ведомого Долиной Тоси Скобликовой и двигатель Пе-2 Долиной. Затем немецкий лётчик пулемётной очередью поджёг и второй мотор бомбардировщика. Пытаясь сорвать пламя, Долина резко отдала штурвал и вошла в пике, обманным манёвром уйдя от преследователя, который счёл, что убил лётчика. Долина приказала экипажу покинуть гибнущий самолёт, однако и Джунковская и Солёнов отказались это сделать. Джунковская помогла Долиной вывести объятый пламенем самолёт на ближайший аэродром и посадить его. За этот подвиг — «поддержку в бою товарища и спасение экипажа», а также за выполнение 15 боевых вылетов Галина Джунковская была награждена первым орденом Красного знамени.
В должности штурмана звена и эскадрильи сражалась в составе Донского, Северо-Кавказского, Западного, 3-го Белорусского, 1-го Прибалтийского фронтов. Два раза горела в воздухе, была контужена, имела ожоги тела II степени, возвращалась в строй.
В январе 1944 года стала штурманом эскадрильи. За 1944 год эскадрилья совершила 205 успешных боевых вылетов, выполняя все задания на «хорошо» и «отлично», имела благодарность Верховного Главнокомандующего И. В. Сталина и командования армии и наземных войск.
Экипаж Долиной, Джунковской и Солёнова закончил войну в боях за освобождение советской Латвии от немецко-фашистских захватчиков, под Либавой, где окружённые в Курляндском котле гитлеровцы ожесточённо сопротивлялись натиску советских войск.
К окончанию Великой Отечественной войны гвардии старший лейтенант Галина Джунковская совершила 62 боевых вылета, участвовала в 5 воздушных боях и в составе группы сбила 2 самолёта противника, за что была представлена к званию Героя Советского Союза.
Вместе с М. И. Долиной Галина Джунковская была удостоена чести участвовать в Параде Победы на Красной площади в Москве.

### Мирная жизнь
После войны служила на Дальнем Востоке. Работала заместителем штурмана части. С 1949 года майор Джунковская Г. И. — в запасе.
В 1951 году окончила Кировоградский областной педагогический институт, работала в школе учителем английского языка. Занималась общественной работой. Являлась членом правления «Общества СССР—Нидерланды», членом международной комиссии Советского комитета ветеранов войны. Жила в Москве.

Могила Марковой на Кунцевском кладбище Москвы.

Умерла 12 сентября 1985 года, похоронена в Москве на Кунцевском кладбище (участок 9-2).

## Награды
- Медаль «За оборону Сталинграда» (22 декабря 1942 года).
- Орден Красной звезды (9 июня 1943 года).
- Орден Красного Знамени (28 июня 1944 года).
- Звание Героя Советского Союза с вручением ордена Ленина и медали «Золотая Звезда» (№ 8912) гвардии старшему лейтенанту Джунковской Галине Ивановне присвоено указом Президиума Верховного Совета СССР от 18 августа 1945 года[3].
- Орден Отечественной войны 1-й степени, медали.

## Память
- Имя героини носит средняя школа в её родном селе Юрковке Ставищенского района Киевской области Украины.
- Джунковская является автором книг «Юность в огне», «Расскажи, берёза», «Офицер разведки», «Взлёт».